# Zack Kassian
Zack Adam Kassian (né le 24 janvier 1991 à LaSalle dans la province d'Ontario au Canada) est un joueur professionnel canadien de hockey sur glace.

## Biographie

### Carrière en club
En 2007, il débute dans la Ligue de hockey de l'Ontario avec les Petes de Peterborough. Au cours du repêchage d'entrée dans la KHL 2009, il est sélectionné en 3e ronde, en 56e position par le HK Dinamo Moscou. Lors du repêchage d'entrée dans la LNH 2009, il est acquis au premier tour, 13e choix au total par les Sabres de Buffalo. Il a remporté la Coupe J.-Ross-Robertson et la Coupe Memorial 2010 avec les Spitfires de Windsor. Il participe avec l'équipe LHO à la Super Serie Subway en 2009 et 2010.
Il joue son premier match dans la Ligue nationale de hockey le 25 novembre 2011 avec les Sabres contre les Blue Jackets de Columbus, récoltant une assistance. Le 27 février 2012, il est échangé avec Marc-André Gragnani aux Canucks de Vancouver en retour de Cody Hodgson et  Alexander Sulzer.
Le 1er juillet 2015, il est échangé aux Canadiens de Montréal en échange de Brandon Prust et un choix de 5e ronde. Avant le début de la saison régulière, il est impliqué dans un grave accident de voiture et se fracture le nez et un pied. Bien qu'il ne soit pas le conducteur, il est suspendu sans salaire par la LNH et est envoyé au Programme d'abus de substance de la ligue. Il complète sa cure de désintoxication le 15 décembre 2015 mais les Canadiens le placent au ballotage peu après l'annonce de sa sortie du programme. Non réclamé, il passe aux IceCaps de Saint-Jean dans la LAH mais ne s'est finalement pas rapporté à l'équipe. Il n'aura finalement jamais joué un match avec les Canadiens ni avec les IceCaps puisqu'il est échangé le 28 décembre 2015 aux Oilers d'Edmonton contre Ben Scrivens.
Le 26 octobre 2023, il annonce sa retraite.

### Carrière internationale
Il représente l'équipe du Canada en sélection jeune.

## Statistiques

### En club
| Saison     | Équipe                 | Ligue          |     | Saison régulière | Saison régulière | Saison régulière | Saison régulière | Saison régulière |   | Séries éliminatoires | Séries éliminatoires | Séries éliminatoires | Séries éliminatoires | Séries éliminatoires |
| Saison     | Équipe                 | Ligue          | PJ  | B                | A                | Pts              | Pun              | PJ               | B | A                    | Pts                  | Pun                  |                      |                      |
| 2007-2008  | Petes de Peterborough  | LHO            | 58  | 9                | 12               | 21               | 74               | 5                | 1 | 0                    | 1                    | 2                    |                      |                      |
| 2008-2009  | Petes de Peterborough  | LHO            | 61  | 24               | 39               | 63               | 136              | 4                | 0 | 2                    | 2                    | 8                    |                      |                      |
| 2009-2010  | Petes de Peterborough  | LHO            | 33  | 8                | 19               | 27               | 58               | -                | - | -                    | -                    | -                    |                      |                      |
| 2009-2010  | Spitfires de Windsor   | LHO            | 5   | 4                | 0                | 4                | 23               | 19               | 7 | 9                    | 16                   | 38                   |                      |                      |
| 2010       | Spitfires de Windsor   | Coupe Memorial | -   | -                | -                | -                | -                | 4                | 2 | 3                    | 5                    | 0                    |                      |                      |
| 2010-2011  | Spitfires de Windsor   | LHO            | 56  | 26               | 51               | 77               | 67               | 16               | 6 | 10                   | 16                   | 37                   |                      |                      |
| 2010-2011  | Pirates de Portland    | LAH            | -   | -                | -                | -                | -                | 3                | 0 | 0                    | 0                    | 2                    |                      |                      |
| 2011-2012  | Americans de Rochester | LAH            | 30  | 15               | 11               | 26               | 31               | -                | - | -                    | -                    | -                    |                      |                      |
| 2011-2012  | Sabres de Buffalo      | LNH            | 27  | 3                | 4                | 7                | 20               | -                | - | -                    | -                    | -                    |                      |                      |
| 2011-2012  | Canucks de Vancouver   | LNH            | 17  | 1                | 2                | 3                | 31               | 4                | 0 | 0                    | 0                    | 2                    |                      |                      |
| 2012-2013  | Wolves de Chicago      | LAH            | 29  | 8                | 13               | 21               | 61               | -                | - | -                    | -                    | -                    |                      |                      |
| 2012-2013  | Canucks de Vancouver   | LNH            | 39  | 7                | 4                | 11               | 51               | 4                | 0 | 0                    | 0                    | 4                    |                      |                      |
| 2013-2014  | Canucks de Vancouver   | LNH            | 73  | 14               | 15               | 29               | 124              | -                | - | -                    | -                    | -                    |                      |                      |
| 2014-2015  | Canucks de Vancouver   | LNH            | 42  | 10               | 6                | 16               | 81               | -                | - | -                    | -                    | -                    |                      |                      |
| 2015-2016  | Condors de Bakersfield | LAH            | 7   | 2                | 1                | 3                | 16               | -                | - | -                    | -                    | -                    |                      |                      |
| 2015-2016  | Oilers d'Edmonton      | LNH            | 36  | 3                | 5                | 8                | 114              | -                | - | -                    | -                    | -                    |                      |                      |
| 2016-2017  | Oilers d'Edmonton      | LNH            | 79  | 7                | 17               | 24               | 101              | 13               | 3 | 0                    | 3                    | 27                   |                      |                      |
| 2017-2018  | Oilers d'Edmonton      | LNH            | 74  | 7                | 12               | 19               | 92               | -                | - | -                    | -                    | -                    |                      |                      |
| 2018-2019  | Oilers d'Edmonton      | LNH            | 79  | 15               | 11               | 26               | 102              | -                | - | -                    | -                    | -                    |                      |                      |
| 2019-2020  | Oilers d'Edmonton      | LNH            | 59  | 15               | 19               | 34               | 69               | 4                | 0 | 0                    | 0                    | 2                    |                      |                      |
| 2020-2021  | Oilers d'Edmonton      | LNH            | 27  | 2                | 3                | 5                | 15               | 4                | 1 | 1                    | 2                    | 0                    |                      |                      |
| 2021-2022  | Oilers d'Edmonton      | LNH            | 58  | 6                | 13               | 19               | 63               | 16               | 2 | 2                    | 4                    | 12                   |                      |                      |
| 2022-2023  | Coyotes de l'Arizona   | LNH            | 51  | 2                | 0                | 2                | 50               | -                | - | -                    | -                    | -                    |                      |                      |
| Totaux LNH | Totaux LNH             | Totaux LNH     | 661 | 92               | 111              | 203              | 913              | 45               | 6 | 3                    | 9                    | 47                   |                      |                      |

### En équipe nationale
| Année | Équipe     | Compétition                  |   | PJ | B | A | Pts | Pun | +/-               |  | Résultat |
| 2009  | Canada U18 | Championnat du monde -18 ans | 6 | 2  | 3 | 5 | 0   |     | 4e place          |  |          |
| 2011  | Canada U20 | Championnat du monde junior  | 5 | 2  | 1 | 3 | 23  | +1  | Médaille d'argent |  |          |